# The Morning Post
«The Morning Post» — консервативная ежедневная газета, издававшаяся в Лондоне с 1772 по 1937 год, когда она была приобретена «The Daily Telegraph».

## История
Газета была основана Джоном Беллом. По словам историка Роберта Дарнтона, таблоид «The Morning Post» состоял из новостных фрагментов размером в абзац, большая часть которых была ложной. Её первоначальный редактор, преподобный сэр Генри Бейт Дадли, заработал себе такие прозвища, как «преподобный громила» или «воюющий пастор», и вскоре был заменён ещё более язвительным редактором, преподобным Уильямом Джексоном, также известным как «доктор Гадюка».
Первоначально газета вигов, она была куплена Даниэлем Стюартом в 1795 году, превратившим её в умеренный орган тори. Свой вклад внесли ряд известных писателей, в том числе Сэмюэл Тейлор Кольридж, Чарльз Лэм, Джеймс Макинтош, Роберт Саути и Уильям Вордсворт. За семь лет владения Стюартом тираж газеты вырос с 350 до более чем 4000 экземпляров.
С 1803 года до своей смерти в 1833 году владельцем и редактором «The Morning Post» был Николас Бирн; его сын Уильям Питт Бирн (супруг Джулии Клары Питт Бирн) позже также занимал эти должности.
Позже газету приобрёл производитель бумаги из Ланкашира по имени Кромптон. В 1848 году он нанял в качестве редактора Питера Бортвика, шотландца, депутата-консерватора от Ившема (1835—1847). Когда Питер умер в 1852 году, его сын Алджернон вступил во владение. В 1850-х годах «The Morning Post» была очень тесно связана с министерством Пальмерстона.
С помощью Эндрю Монтегю Бортвик купил «The Morning Post» в 1876 году. Его сын Оливер Бортвик (1873—1905) был бизнес-менеджером и редактором, но умер молодым, и после смерти отца в 1908 году управление перешло к его дочери Лилиас Бортвик (1871—1965), жене Сеймура Генри Батерста, 7-го графа Батерста (1864—1943). В 1881 году газета назначила первую женщину-военного корреспондента, отправив леди Флоренс Дикси в Южную Африку для освещения Первой англо-бурской войны.
Газета была известна своим вниманием к деятельности сильных и богатых, интересом к иностранным делам, а также к литературным и художественным событиям. Она начала регулярно печатать объявления о спектаклях, концертах и операх в начале XX века и, как говорят, стала первой ежедневной газетой в Лондоне, делавшей это. Артур Херви (1855—1922) был музыкальным критиком газеты с 1892 по 1908 год.
Начиная с 1900 года австралийский политик Альфред Дикин писал для газеты анонимные комментарии об австралийской политике, продолжив делать это даже став премьер-министром.
Морис Бэринг был иностранным корреспондентом газеты, ведя репортажи из Маньчжурии, России и Константинополя в 1904—1909 годах. Был военным корреспондентом русских войск во время русско-японской войны (1904—1905). Также Гарольд Уильямс начал писать из России.
В 1911 году редактором стал Хауэлл Артур Гвинн.

### Спорные публикации
По возвращении генерала Реджинальда Дайера в Индию в 1920 году, после его роли в Амритсарской бойне, «The Morning Post» собрала и подарила ему 26 317 фунтов стерлингов, а также золотой меч и титул «Защитник Империи» и «Человек, спасший Индию». Редактор «The Morning Post» получил целую волну писем с комментариями. «The Morning Post» подверглась критике во время заседаний комиссии Хантера по расследованию резни как не беспристрастная.
Газета приобрела известность в 1920 году после того, как в ней была опубликована серия из 17 или 18 статей, основанных на Протоколах сионских мудрецов, тексте, ранее опубликованном на русском языке Сергеем Нилусом в качестве заключительной главы (глава XII) его книги «Великое в малом и антихрист как близкая политическая возможность. Записки православного верующего». Широко распространено мнение, что Виктор Э. Марсден, корреспондент русского бюро газеты, использовал копию этой редкой книги в Британском музее для перевода последней главы для газеты. Некоторые ставят это под сомнение, так как анонимная брошюра 1923 года, в которой Марсден упоминается как переводчик в предисловии, появилась через три года после смерти Марсдена 28 октября 1920 года. 
Впоследствии статьи были собраны и легли в основу книги «Причина мировых беспорядков», в написании которой участвовала половина сотрудников газеты, а также Джордж Шэнкс и Неста Вебстер. Тем не менее, заслуга в составлении сборника была приписана главным образом редактору газеты Х. А. Гвинну. Книга также осуждала международное еврейство, а также культурный и социальный распад в христианских странах.

### Последние годы
В 1924 году Батерсты продали газету консорциуму, возглавляемому герцогом Нортумберлендским. В 1937 году «The Morning Post» была продана «Daily Telegraph», владельцем которой был Уильям Берри. «The Morning Post» не осталась отдельным изданием и была поглощена «Telegraph».

## Редакторы
- 1848: Питер Бортвик
- 1852: Алджернон Бортвик
- 1897: Джеймс Никол Данн
- 1905: Спенсер Уилкинсон
- 1905: Фабиан Уэр
- 1911: Хауэлл Артур Гвинн